# 대성초등학교 (경북)
대성초등학교는 대한민국 경상북도 성주군 대가면 옥성4길 1 (옥성리)에 있었던 공립 초등학교이다.

## 연혁
- 1969.11.19 대가국민학교 대성분교장 설치
- 1972.03.01 대성국민학교 명칭 변경
- 1996.03.01 대성초등학교로 개칭
- 2003.03.01 폐교 (대가초등학교로 통합)